# Прозрачная перегородка

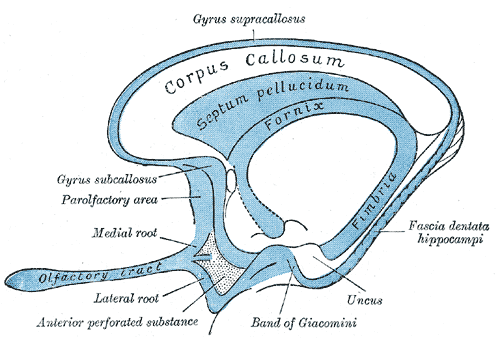
Прозрачная перегородка (septum pellucidum) на рисунке вместе с обонятельным мозгом

Прозра́чная перегоро́дка (лат. Septum pellucidum) представляет собой тонкую, треугольную, вертикальную двойную мембрану, разделяющую передние рога левых и правых боковых желудочков головного мозга. Она выглядит как листок, натянутый от мозолистого тела до свода мозга. 
При синдроме септооптической дисплазии эта перегородка отсутствует.

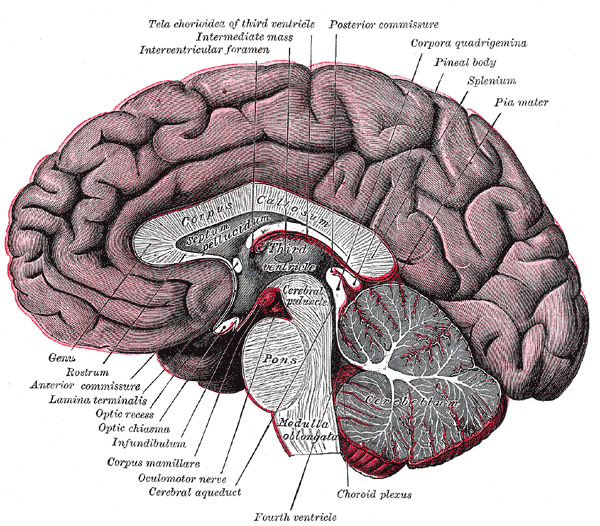
Поперечный разрез головного мозга, показывающий правое полушарие головного мозга. Прозрачная перегородка видна как лист, соединяющий мозолистое тело со сводом.

## Анатомия
Прозрачная перегородка расположена в области перегородки мозга по средней линии мозга между двумя полушариями головного мозга. Область перегородки также является местом расположения ядер перегородки. Она прикреплена сверху к нижней части мозолистого тела, большому скоплению нервных волокон, соединяющих два полушария головного мозга. Снизу она прикрепляется к передней части свода. Боковые желудочки располагаются по обе стороны от перегородки.
Прозрачная перегородка состоит из двух слоев или прослоек белого и серого вещества. Во время внутриутробного развития между этими двумя пластинками есть пространство, называемое полостью прозрачной перегородки, которая в девяноста процентах случаев исчезает в младенчестве. Раньше иногда её называли пятым желудочком головного мозга, но теперь этот термин не используется из-за того, что эта полость обычно не связана с желудочковой системой протоками. Пятым желудочком называют терминальное расширение центрального канала спинного мозга.

## Клиническое значение
Отсутствие прозрачной перегородки возникает при септооптической дисплазии, редком нарушении развития, обычно характеризующемся аномальным развитием диска зрительного нерва и дефицитом гормонов гипофиза. Симптомы септооптической дисплазии очень разнообразны и могут включать проблемы со зрением, низкий мышечный тонус, гормональные нарушения, судороги, снижение интеллекта и желтуху при рождении. Лечение симптоматическое.
Центральная нейроцитома, редкая опухоль головного мозга, часто поражает прозрачную перегородку.

## Дополнительные изображения

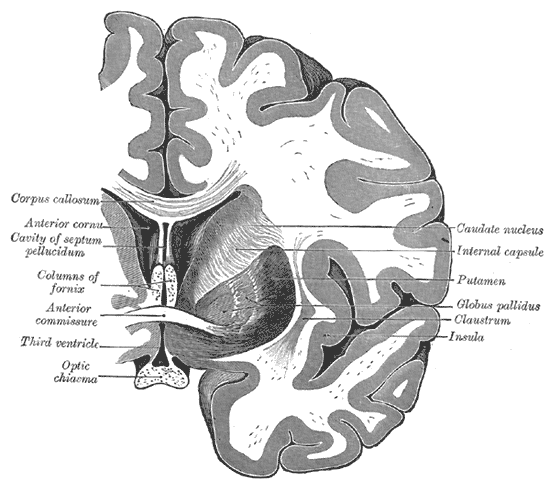
Поперечный разрез головного мозга, показывающий прозрачную перегородку, расположенную между двумя боковыми желудочками и под мозолистым телом.
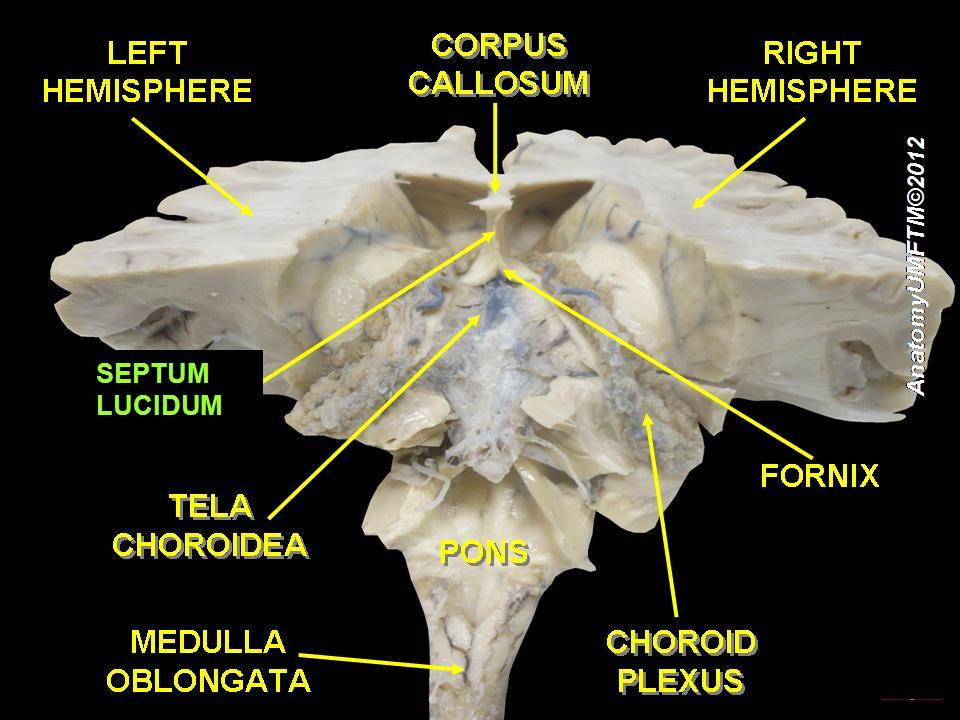
Septum pellucidum (обозначенный как «septum lucidum»)